# Absolutely Positively
Az Absolutely Positively Anastacia amerikai énekesnő második kislemeze negyedik, Heavy Rotation című stúdióalbumáról. Anastacia 2008. november 3-án jelentette be, hogy ez lesz az album második kislemeze, és november 7-én küldték el az európai rádióadóknak. Letöltésként 2009. február 28-án jelent meg, kislemezen március 8-án, csak Németországban. A dal videóklipjét Nigel Dick rendezte, aki korábban az I’m Outta Love és a Cowboys & Kisses klipjét is. 2008 novemberében forgatták Londonban.

## Változatok, remixek
1. Absolutely Positively (Album Version) – 4:19
2. Absolutely Positively (Radio Edit) – 3:51
3. Absolutely Positively (Moto Blanco Radio Mix) – 3:55
4. Absolutely Positively (Moto Blanco Club Mix) – 8:24

## Helyezések
| Slágerlista (2008)         | Legmagasabb helyezés |
| -------------------------- | -------------------- |
| Szlovák rádiós slágerlista | 39                   |